# Myanmar
Myanmar (anteriorment conegut com a Birmània fins que el 1989 se'n canvià la denominació oficial) és un país del sud-est d'Àsia, que limita al nord-est amb la Xina, a l'est amb Laos i Tailàndia, al nord-oest amb Bangladesh i l'Índia (estats d'Arunachal Pradesh, Nagaland, Manipur i Mizoram) i a l'oest amb el mar d'Andaman i el golf de Bengala. Des del novembre del 2005, la capital és Nay Pyi Taw en substitució de Yangon (abans anomenada Rangun).
Les primeres civilitzacions a Myanmar eren constituïdes per ciutats estats: Pyu de Tibeto-Burman –a la part superior de Birmània– i els regnes Mon –a la Baixa Birmània–. Al segle ix, els bamar van entrar a la vall alta d'Irrawaddy i, després de l'establiment del Regne Pagà, cap el 1050, la llengua, la cultura i el budisme theravada es van convertir en dominants al país. El Regne Pagà va desaparèixer a causa de les invasions mongoles i van sorgir diversos estats en conflicte. Al segle xvi, fou reunificat per la dinastia Taungoo i el país va ser, durant un breu període, l'imperi més gran del sud-est asiàtic.
Com a estat sobirà s'ha vist atrapat en conflictes ètnics desenfrenats i la gran quantitat d'ètnies han estat implicats en una de les guerres civils més llargues del món. Durant aquest temps, les Nacions Unides i diverses altres organitzacions han denunciat violacions sistemàtiques dels drets humans al país. El 2011, la junta militar es va dissoldre oficialment després de les eleccions generals del 2010 i es va instal·lar un govern nominalment civil. Això, juntament amb l'alliberament d'Aung San Suu Kyi i dels presos polítics, ha millorat la situació del drets humans i les relacions exteriors del país; també ha propiciat la disminució del comerç i altres sancions econòmiques. Hi ha una crítica contínua a la manera del govern de tractar les minories ètniques, de repondre a la insurrecció ètnica i als enfrontaments religiosos.
Myanmar és un país ric en jade i gemmes, petroli, gas natural i altres recursos minerals. El 2013, el PIB (nominal) es va situar en 56.700 milions de dòlars EUA i el seu PIB (US $ 221,5 mil milions). La desigualtat econòmica a Myanmar es troba entre les més àmplies del món, com que una gran part de l'economia està controlada pels partidaris de l'antic govern militar. A partir de 2016, Myanmar ocupa el lloc 145 de 188 països en desenvolupament humà, segons l'índex de desenvolupament humà.

## Geografia
Myanmar (anteriorment conegut com a Birmània), amb una àrea total de 678.500 km² (261.970 milles quadrades), és el país continental més gran del sud-est asiàtic, i el 40è més gran del món (després de Zàmbia). És una mica més petit que l'estat de Texas als Estats Units i una mica més gran que l'Afganistan.
Està situat entre la divisió Chittagong de Bangladesh i els estats d'Assam, Nagaland i Manipur de l'Índia al nord-oest. Comparteix les fronteres més llargues amb el Tibet i Yunnan de la Xina al nord-est, en un total de 2.185 km (1.358 milles). Birmània limita amb Laos i Tailàndia al sud-est. Myanmar té 1.930 km (1.199 milles) de línia costanera contigua al llarg del golf de Bengala i el mar d'Andaman al sud-oest i el sud, la qual forma un terç del perímetre total.
El delta Irrawaddy, amb aproximadament 50.400 km² d'àrea, serveix en gran part per al cultiu de l'arròs.
Al nord, les muntanyes Hengduan Shan formen la frontera amb la Xina. Hkakabo Razi, situat al Kachin State, amb una elevació de 5.881 m, és el punt més alt de Myanmar. Les serralades de Myanmar, com el Rakhine Yoma, el Bago Yoma, l'altiplà Shan, la serra de Dawna i les muntanyes de Tenasserim, discorren en direcció nord-sud des de l'Himàlaia. Les serralades divideixen el país en tres conques fluvials, la de l'Ayeyarwady, el Salween (Thanlwin) i el Sittang.
El riu principal és l'Irauadi (o Irrawaddy, o Ayeyarwady), de gairebé 2.170 quilòmetres de longitud, que travessa el país de nord a sud i té una conca ampla que abasta la major part de Myanmar i és on habita la part més grossa de la població. És navegable en uns 1.450 km i acaba dividit en nou braços en un ampli delta al golf de Martaban, on també desemboca el Sittang. El delta de l'Irauadi és un territori ideal per al conreu de l'arròs, i dona l'abast per a les necessitats del país, mentre que el riu representa una important via de comunicació. Un altre riu important és el Salween, que és més llarg que l'Irauadi, però té la conca més reduïda i és poc navegable per la poca profunditat. Les planes fèrtils es troben a les valls situades entre les cadenes muntanyoses. La major part de la població de Birmània viu a la vall Ayeyarwady, que se situa entre el Rakhine Yoma i l'altiplà Shan.
Gran part del país està situat entre el tròpic de Càncer i l'equador. Se situa sota la influència del monsó asiàtic i les regions costaneres reben per sobre dels 5.000 mm de pluja a l'any. Les precipitacions anuals a la regió de delta són aproximadament de 2.500 mm, mentre que la mitjana de precipitacions anuals en la zona seca, que està situada al Myanmar central, és de menys de 1.000 mm. Les regions del nord del país són les més fresques, amb temperatures mitjanes de 21 °C. La costa i les regions de delta tenen temperatures mitjanes de 32 °C.

## Història

### Regnes i colònia britànica
Des del segle iii aC fins al segle xv, els pegu, els ava, els mon i altres pobles desapareguts com els pyu es van perpetuar en dinasties i pobles en guerres entre ells, que comprendrien territoris relativament unificats com el Regne de Pagan. Però no va ser fins a la dinastia Toungoo (1531-1752) que es va començar la unificació del país, passant per altres dinasties que en mantindrien la unió.
L'Imperi britànic, després d'ocupar diverses províncies cap a 1862, dominà tot el territori i el 1886, amb la Tercera Guerra anglobirmana va establir-hi un protectorat colonial, incorporat com a província al Raj Britànic. Durant la segona Guerra Mundial va ser ocupada pels japonesos, però va ser represa per Gran Bretanya el 1945. El 1948 el Regne Unit es va veure obligat a concedir la independència al país.

### Comunisme
El 1949, es va produir una revolta comunista dominada pel govern d'U Nu. Des de 1962, s'hi va imposar un règim militar encapçalat pel general Ne Win, que va derrocar U Nu. Després d'aprovar-se una nova Constitució, que va definir el país com a república socialista (gener de 1974), al març de 1974, Ne Win en va ser elegit president. Reelegit al març de 1978, va dimitir el juny de 1981 i el va succeir el general San Yun, però va seguir al front del poderós partit únic del país fins a una revolució que demanava la democràcia d'agost a setembre de 1988 i que va acabar amb la formació d'un govern militar amb el general Saw Maung al capdavant.

### Règim militar
El 1989, el govern militar, fruit d'un cop d'estat el 1988, va canviar el nom del país pel d'Unió de Myanmar. Aquest canvi va ser i és rebutjat pels opositors de l'actual govern, tant dins com fora del país, que afirmen que el govern no tenia l'autoritat per a fer tal canvi. El títol d'Unió de Myanmar és reconegut per les Nacions Unides.
L'any 1990, es van dur a terme eleccions lliures per primera vegada en quasi trenta anys, però l'àmplia victòria del NLD, el partit d'Aung San Suu Kyi, va ser anul·lada pels militars, els quals es van refusar a renunciar al poder. Una de les figures principals de la història birmana del segle xx va ser el general Aung San, fundador de l'exèrcit i figura de la llibertat. San va passar d'estudiant a activista. La seva filla Aung San Suu Kyi va ser premi Nobel de la Pau l'any 1991. Ha esdevingut una icona de la democràcia, la pau mundial i la llibertat. La tercera figura de Birmània més reconeguda del món és U Thant, que va ocupar el càrrec de secretari general de les Nacions Unides durant dos períodes. Birmània va patir també el terratrèmol de l'oceà Índic del 2004.
En temps recents, han ocorregut nombrosos enfrontaments entre les minories ètniques dins del país i els habitants encara viuen en pobresa i dictadura. Els militars violen, esclavitzen, torturen i maten impunement moltes persones, a vegades només per cantar cançons prohibides. La repressió militar se centra majoritàriament en les minories ètniques, com els karen.
El govern de Birmània ignora completament els reclams dels països veïns, que demanen obrir un procés de democratització. Aquest procés també és reclamat per Estats Units davant del Consell de Seguretat de les Nacions Unides. Aquesta organització ha sol·licitat en nombroses ocasions a les autoritats militars que alliberin la líder opositora i Premi Nobel de la Pau Aung San Suu Kyi, que ha romàs detinguda en arrest domiciliari i amb una estricta custòdia des del 1996 i que, finalment, va ser alliberada el 13 de novembre de 2010 quan va acabar la condemna. El dia del seu alliberament fou rebuda a la porta del seu domicili per unes tres mil persones.

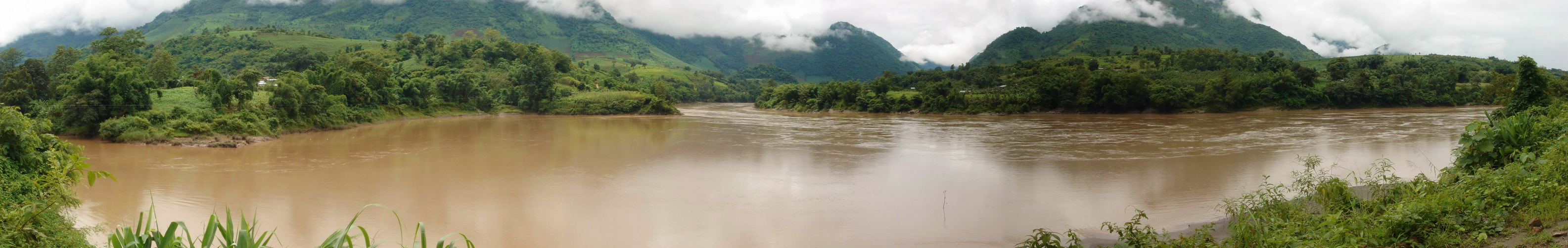
El riu Salween a l'estat de Shan

### Transició
L'any 2010, la junta militar va iniciar una transició cap a una democràcia, segurament disciplinada i una obertura al món occidental. El novembre de 2010, van tenir lloc les primeres eleccions legislatives en quasi vint anys, encara que Aung San no va ser autoritzada a presentar-s'hi. Malgrat les múltiples irregularitats, es va constituir el parlament. En el pla econòmic, abans de les eleccions, es van privatitzar el 80% de les empreses públiques (que van anar a parar a mans d'amics del règim) i s'estan fent esforços per atraure inversions estrangeres. El 2017 va saltar a la premsa la Persecució als rohinyes a Birmània de 2016-2017.

### Cop d'estat i Segona Guerra Civil
L'any 2021 un cop militar fa caure el govern d'Aung San Suu Kyi. La nova junta militar fa arrestar el president de Myanmar, Win Myint i Aung San Suu Kyi. Tot seguit el general Min Aung Hlaing és nomenat en cap. Tatmadaw lidera llavors la resistència i s'inicien manifestacions massives i cops violents de les minories per a fer caure la junta militar.
La guerra civil de Myanmar va esclatar després de les llargues insurreccions de Myanmar, que es va intensificar significativament com a resposta al cop d'estat de 2021 i la posterior repressió violenta contra les protestes contra el cop d'estat conegudes com la Primavera birmana. El Govern d'Unitat Nacional a l'exili i les principals organitzacions ètniques armades van repudiar la constitució de 2008 i van demanar, en canvi, un estat federal democràtic. A més de comprometre aquesta aliança rebel, la junta també lluita amb altres forces anti-junta en àrees sota el seu control.

## Economia
Myanmar és una de les nacions més pobres del sud-est asiàtic i ha patit dècades d'estancament, mala gestió i aïllament. La manca d'una mà d'obra especialitzada en tecnologies modernes dificulta l'economia de Myanmar, tot i que les recents reformes i desenvolupaments del nou govern, en col·laboració amb països i organitzacions estrangeres, volen impulsar millores. Myanmar està mancada d'infraestructures adequades. Els béns viatgen principalment a través de la frontera tailandesa (on s'exporten la majoria de les drogues il·legals) i al llarg del riu Irrawaddy. Els ferrocarrils antics daten del segle xix i no hi ha hagut poc o gaire desenvolupament o modernització. Les carreteres són de sorra, excepte en les principals ciutats.
En els darrers anys, tant la Xina com l'Índia han intentat enfortir els vincles amb el govern per obtenir beneficis econòmics. Molts països, inclosos els Estats Units, Canadà i els de la Unió Europea, han imposat sancions comercials. Els Estats Units i la Unió Europea van imposar sancions el 2012. La inversió estrangera prové principalment de la Xina, Singapur, Filipines, Corea del Sud, Índia i Tailàndia.

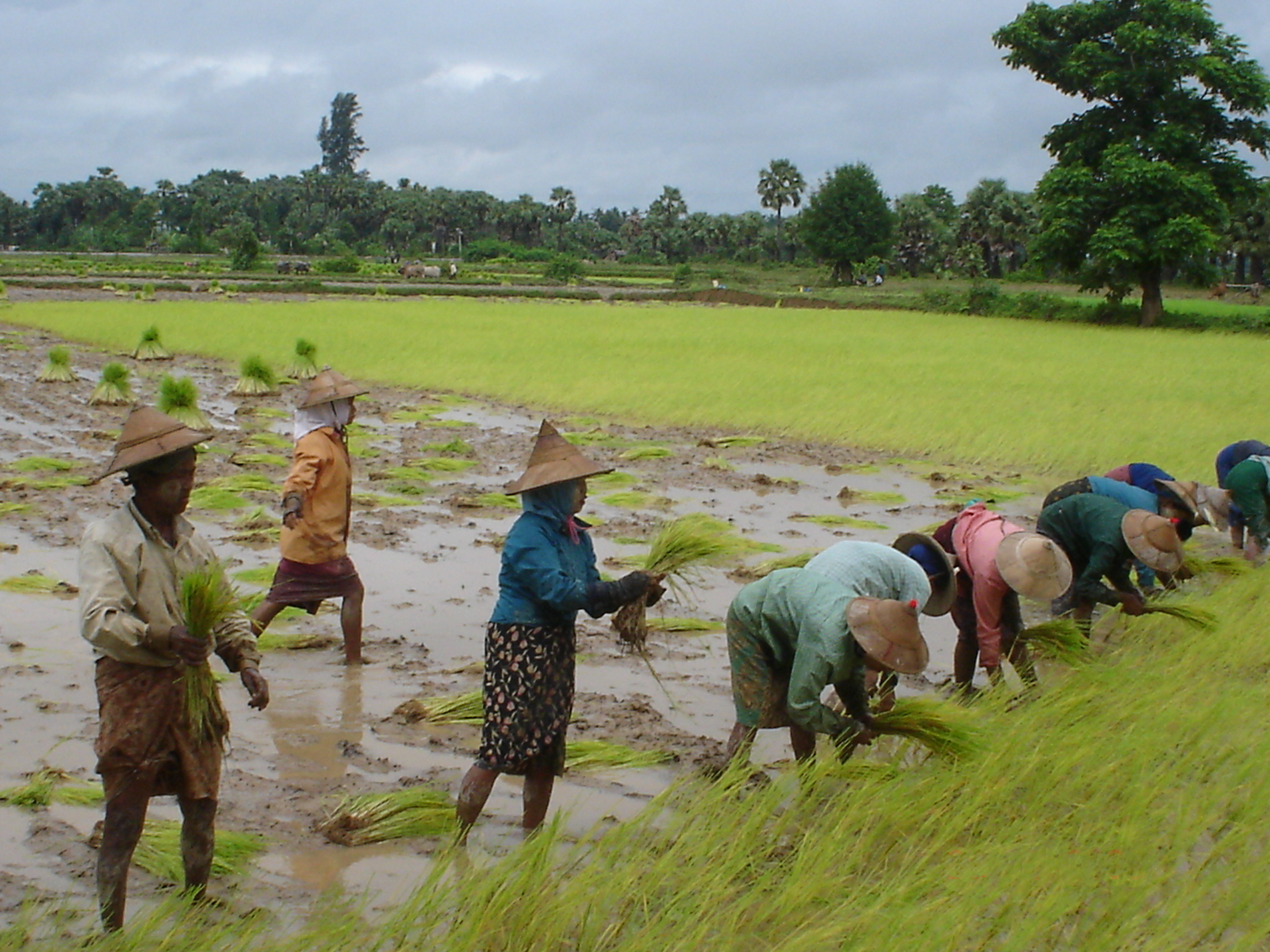
L'arròs és el producte agrícola més important de Myanmar

## Cultura
Les primeres obres literàries en llengua birmana són del segle xv. L'evolució de la poesia, religiosa o bé consagrada a la família reial, trobà la plenitud a partir del segle xv. La poesia entrà en decadència al segle xviii, però amb la conquesta anglesa es dibuixa una revifalla, fins que amb la independència els poemes esdevingueren compromesos, de caràcter social. El teatre clàssic, d'inspiració siamesa, aparegué al segle xviii i es birmanitzà amb U Sa i U Kin. La narrativa es representada per Maha Shwe, Ming Aung, Hpe Myint, Khim Hnin Yu i Mama Le.

## Subdivisió administrativa[25][26]

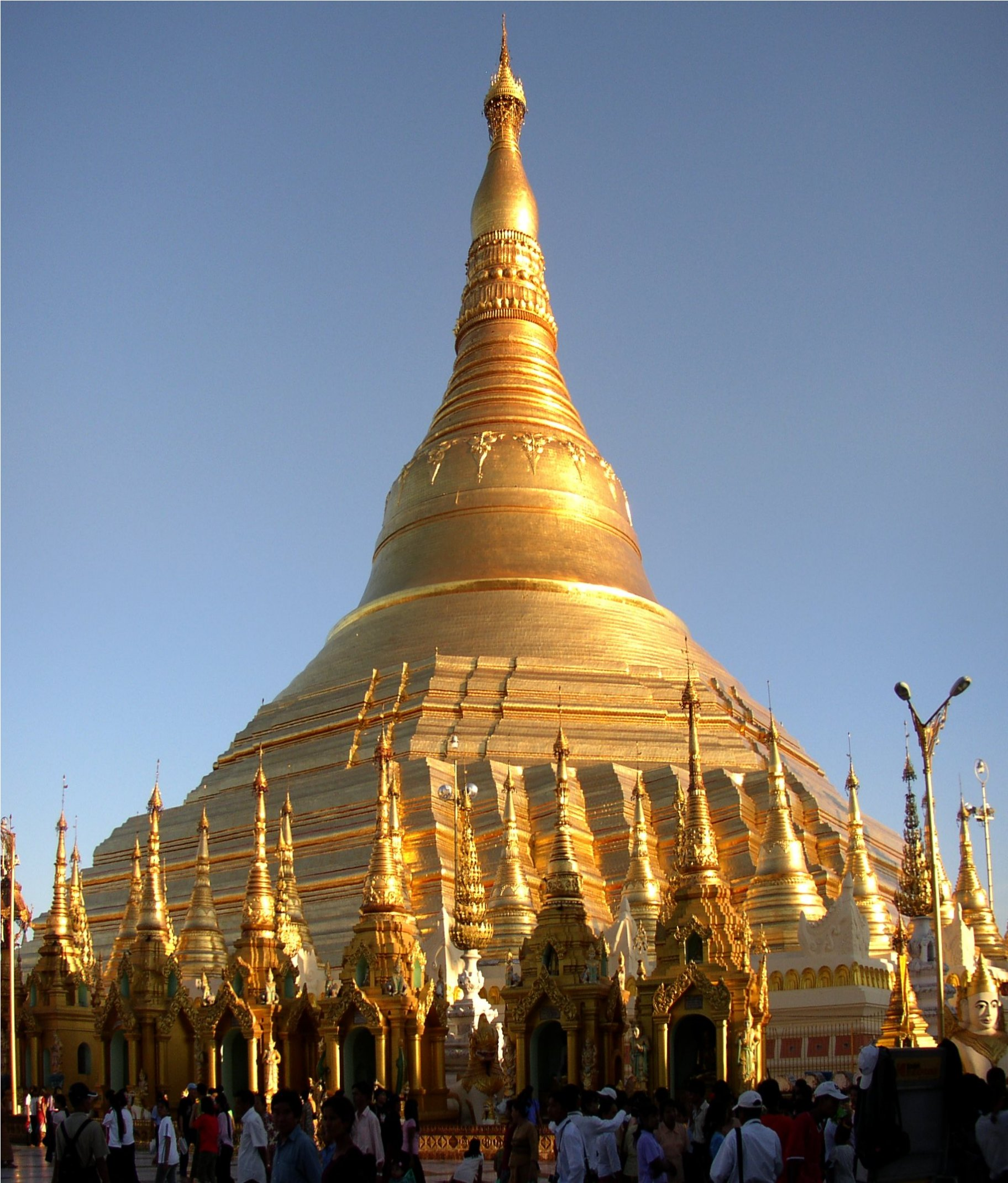
La pagoda de Shwedagon o pagoda Daurada, a l'antiga capital del país, Yangon.

En el primer nivell de divisions administratives, Burma o Myanmar es divideix en: un «territori de la Unió» (és a dir, de la Unió de Myanmar), on es troba la ciutat capital, set estats (pyinè) i set regions o províncies (taing; aquestes últimes anomenades divisions abans de l'agost del 2010), que se subdivideixen al seu torn (segon nivell de divisió administrativa) en uns 63 districtes (kayaing) i sis subestats (aquests últims consisteixen en cinc zones autonòmiques i una divisió autonòmica dins de l'estat de Shan i la regió de Sagaing). Al tercer nivell de divisions administratives, hi ha els townships (en anglès) o àrees municipals (uns 314 o 324), seguits dels municipis amb diferents noms (ciutats, pobles, wards, etc.) en l'últim nivell.

### Divisions administratives de 1r nivell
Els estats són regions de minories ètniques, mentre que les províncies són principalment habitades per l'ètnia majoritària, els birmans en si o bama.

#### Estats (Pyinè)
- Chin, capital Hakha
- Kachin, capital Myitkyina
- Kayah, capital Loikaw
- Kayin (Karen), capital Hpa-an
- Mon, capital Mawlamyine
- Rakhine, capital Sittwe (Akyab)
- Shan, capital Taunggyi

#### Províncies o regions (Taing, abans anomenadesdivisions)
- Ayeyarwady, capital Pathein
- Bago, capital Bago
- Magwe o Magway, capital Magwe o Magway
- Mandalay, capital Mandalay
- Sagaing, capital Sagaing
- Tanintharyi, capital Dawei
- Yangon, capital Yangon (abans Rangun o Rangoon)

#### Territori de la Unió
- Territori de la Unió de Naypyidaw, capital Naypyidaw -aquest territori és el districte federal o la zona de la capital del país.

## Fills il·lustres
- Usha Narayanan (1923-2008)